# روي كينتا
روي كينتا (6 يونيو 1960 ببارسيلوس في البرتغال - ) هو مدرب كرة قدم ولاعب كرة قدم برتغالي في مركز الوسط. لعب مع نادي باسوش دي فيريرا واتحاد بريدس ‏ وRebordosa A.C. ‏.

## وصلات خارجية
- روي كينتا على موقع قاعدة بيانات كرة القدم.إي يو (الإنجليزية)